# Смоленска епархия
 Тази статия е за епархията на Българската православна църква.  За епархията на Руската православна църква вижте Смоленска и Дорогобужка епархия.  
Смоленската епархия е титулярна епископия на Българската православна църква от 8 юли 1873 година. Носи името си от племето на смолените, населявали Централните Родопи. Историческа катедра в Смолянско няма засвидетелствана. За пръв епископ на епархията се смята Висарион Смоленски от XVII век, чиято личност обаче е възрожденски фалшификат и християнска епархия в Родопите през XVII век няма.

## История
Титулярни епископи
| Име                | Управление                                            |
| ------------------ | ----------------------------------------------------- |
| Нил (Изворов)      | 8 юли 1873 – 11 април 1874; 4 юли 1895 – 14 март 1905 |
| Евлогий (Георгиев) | 13 декември 1931 – 18 юни 1939                        |
| Тихон (Казасов)    | 30 май 1946 – 3 март 1978                             |
| Нестор (Кръстев)   | 6 декември 1980 – 14 март 2013                        |
| Висарион (Гривов)  | от 21 февруари 2021                                   |